# إدي هيغينز (لاعب كرة قاعدة)
إدي هيغينز (بالإنجليزية: Eddie Higgins)‏ هو لاعب كرة قاعدة أمريكي، ولد في 18 مارس 1888 في Nevada Township, Livingston County, Illinois ‏ في الولايات المتحدة، وتوفي في 14 فبراير 1959 في إلجين في الولايات المتحدة.

## وصلات خارجية
- إدي هيغينز على موقعبيزبول رفرنس.كوم (الدوري الرئيسي) (الإنجليزية)